# Ніколь Ренкен
Ніколь Ренкен (англ. Nicole Rencken; нар. 12 червня 1981) — колишня південноафриканська тенісистка.
Найвищу одиночну позицію світового рейтингу — 283 місце досягла 7 липня 2003, парну — 164 місце — 4 грудня 2000 року.
Здобула 10 парних титулів туру ITF.

## Фінали ITF

### Одиночний розряд: 1 (поразка)
| турніри $100,000 |
| турніри $75,000  |
| турніри $50,000  |
| турніри $25,000  |
| турніри $10,000  |

| Результат | Ранг | Дата          | Турнір              | Покриття | Суперниця         | Рахунок  |
| --------- | ---- | ------------- | ------------------- | -------- | ----------------- | -------- |
| Поразка   | 1.   | 8 червня 2003 | ITF Гілтон-Гед, США | Тверде   | Людмила Ріхтерова | 1–6, 0–6 |

### Парний розряд: 18 (10–8)
| Результат | Ранг | Дата             | Турнір                       | Покриття   | Партнерка      | Суперниці                            | Рахунок            |
| --------- | ---- | ---------------- | ---------------------------- | ---------- | -------------- | ------------------------------------ | ------------------ |
| Перемога  | 1.   | 18 липня 1999    | ITF Фрінтон, Велика Британія | Трава      | Наталі Грандін | Ліенн Бейкер Ніколь Сьюелл           | 6–2, 3–6, 6–1      |
| Поразка   | 2.   | 12 березня 2000  | ITF Воррнамбул, Австралія    | Трава      | Наталі Грандін | Дженні Белобрайдіч Крістен ван Елден | 3–6, 4–6           |
| Поразка   | 3.   | 19 березня 2000  | ITF Беналла, Австралія       | Трава      | Наталі Грандін | Кайлі Гант Марезе Жубер              | 3–6, 2–6           |
| Перемога  | 4.   | 26 березня 2000  | ITF Водонга, Австралія       | Трава      | Наталі Грандін | Кайлі Гант Марезе Жубер              | 6–4, 6–4           |
| Поразка   | 5.   | 2 квітня 2000    | ITF Corona, Австралія        | Трава      | Наталі Грандін | Сінді Вотсон Крістіна Вілер          | 3–6, 6–7(11–13)    |
| Перемога  | 6.   | 21 травня 2000   | ITF Единбург, Шотландія      | Ґрунт      | Наталі Грандін | Селіма Сфар Лорна Вудрофф            | 0–6, 6–3, 6–4      |
| Перемога  | 7.   | 28 травня 2000   | ITF Гімарайнш, Португалія    | Тверде     | Наталі Грандін | Анжела Кардозо Карлота Сантуш        | 7–6(9–7), 2–6, 6–2 |
| Перемога  | 8.   | 11 червня 2000   | ITF Преторія, ПАР            | Тверде     | Наталі Грандін | Шанелль Схеперс Карін Вентер         | 7–6(7–4), 6–2      |
| Поразка   | 9.   | 18 червня 2000   | ITF Беноні, ПАР              | Тверде     | Наталі Грандін | Лусінда Ґіббс Ґізель Сварт           | 6–2, 4–6, 4–6      |
| Поразка   | 10.  | 13 серпня 2000   | ITF Гехінген, Німеччина      | Ґрунт      | Наталі Грандін | Міріам Д'Агостіні Анжеліка Реш       | 6–7(3–7), 2–6      |
| Перемога  | 11.  | 20 серпня 2000   | ITF Лондон, Англія           | Тверде     | Наталі Грандін | Зузі Бенш Маніша Малхотра            | 6–2, 5–7, 7–6(7–6) |
| Поразка   | 12.  | 5 листопада 2000 | ITF Голд-Кост, Австралія     | Тверде     | Наталі Грандін | Аманда Огастус Емі Дженсен           | 4–6, 3–6           |
| Перемога  | 13.  | 8 липня 2001     | ITF Камайоре, Італія         | Ґрунт      | Меліса Аревало | Петра Диздар Міа Марович             | 4–5 ret.           |
| Поразка   | 14.  | 1 червня 2003    | ITF Х'юстон, США             | Тверде (i) | Івонн Дойл     | Окамото Сейко Ремі Тедзука           | 7–5, 4–6, 3–6      |
| Перемога  | 15.  | 8 червня 2003    | ITF Гілтон-Гед, США          | Тверде     | Івонн Дойл     | Бо Джонс Анжела Жгуна                | 6–3, 7–5           |
| Перемога  | 16.  | 27 квітня 2004   | ITF Борнмут, Англія          | Ґрунт      | Джеслін Г'юїтт | Раїса Гуревич Катерина Кожокіна      | 6–1, 7–6(7–3)      |
| Перемога  | 17.  | 4 травня 2004    | ITF Единбург, Шотландія      | Ґрунт      | Анна Говкінс   | Раїса Гуревич Катерина Кожокіна      | 7–6(7–3), 6–2      |
| Поразка   | 18.  | 15 серпня 2004   | ITF Гампстед, Англія         | Тверде     | Анна Говкінс   | Рушмі Чакравартхі Саня Мірза         | 3–6, 2–6           |